# موسى عسيري
موسى عسيري (مواليد 11 يناير 1992) هو لاعب كرة قدم سعودي يلعب في نادي الوطني.
لعب سابقاً لأندية الصقور والوطني و انتقل إلى نادي أحد في عام 2016 و لعب معهم موسمين وبعدها عاد إلى الوطني و بعدها عاد إلى نادي الصقور و بعدها انتقل إلى نادي الروضة ونادي حقل ونادي الذهب ونادي ألمع ونادي الوطني.

## روابط خارجية
- موسى عسيري على موقع قاعدة بيانات كرة القدم.إي يو (الإنجليزية)
- موسى عسيري على موقع Soccerway.com (الإنجليزية)